# Џорџ С. Патон
Џорџ Смит Патон Мл. (енгл. George Smith Patton Jr.; Сан Габријел, 11. новембар 1885 — Хајделберг, 21. децембар 1945) био је амерички генерал. Патон је командовао Седмом (на Медитерану) и Деветом (у Француској и Немачкој) армијом САД у Другом светском рату.
Патон је рођен 1885. године. Похађао је Вирџинијски војни институт и Војну академију Сједињених Америчких Држава у Вест Поинту. Студирао је мачевање и дизајнирао коњичку сабљу М1913, која је позната и као Патон сабља. Такмичио се у модерном петобоју на Летњим олимпијским играма 1912. у Стокхолму у Шведској.
Он се по први пут укључио у војне сукобе током експедиције Панча Виља 1916, прве војне акције Сједињених Америчких Држава користећи моторна возила. Борио се у Првом светском рату као део новог тенковског корпуса америчких експедиционих снага: командовао је америчком тенковском школом у Француској, затим је водио тенковске јединице у борбу и био је рањен пред крај рата. У међуратном периоду, Патон је постао кључна фигура у развоју војне доктрине оклопног рата. Био је на бројним штабним функцијама широм земље. Приликом уласка Сједињених Америчких Држава у Други светски рат, командовао је 2. оклопном дивизијом.
Патон је повео америчке трупе у део рата на Медитерану и инвазијом на Казабланку током Операције Бакља 1942. и убрзо се показао као ефикасан командант брзом рехабилитацијом деморализованог II корпуса. Командовао је Седмом армијом САД током савезничке инвазије на Сицилију, где је био први савезнички командант који је стигао до Месине. Тамо је био уплетен у контроверзу након што је ошамарио два војника која су била у шоку због гранатирања и био је привремено уклоњен из командног ланца на бојном пољу. Имао је кључну улога у операцији Фортитјуд, војној кампањи обмане савезника ради реализације операције Оверлорд. На почетку инвазије западних савезника на Француску, Патон је добио команду над Трећом армијом, која је водила веома успешну брзу офанзиву, возећи оклопна возила широм територије Француске. Под његовим одлучним вођством, Трећа армија је преузела вођство у ослобађању опкољених америчких трупа код Бастогнеа током Арденске битке, након чега су се његове снаге до краја рата зашле дубоко у нацистичку Немачку.
Током савезничке окупације Немачке, Патон је именован за војног гувернера Баварске, али је смењен због агресивних изјава према Совјетском Савезу, симпатија према нацистичкој Немачкој и погрдних изјава према Јеврејима. Командовао је Петнаестом армијом Сједињених Америчких Држава нешто више од два месеца. Био је тешко повређен у саобраћајној несрећи и преминуо је у Немачкој дванаест дана касније, 21. децембра 1945. године.
Колоритни имиџ генерала Патона, чврст карактер и успех на бојном пољу где је командовао повремено су били у сенци његових контроверзних јавних изјава. Његову филозофију вођења трупа са фронта и способност да инспирише трупе говорима који држе пажњу, садрже вулгарности, као што је његово чувено обраћање Трећој армији, су војници којима је командовао добро прихватали, али су их много мање прихватали савезници и висока команда.. Његово слање Оперативне групе Баума, која је од почетка била осуђена на пропаст, са задатком да ослободи његовог зета, потпуковника Џона К. Вотерса, из логора за ратне заробљенике, додатно је нарушило његов положај код надређених. Патонов нагласак на брзим и агресивним офанзивним акцијама показао се ефикасним, а његови противници у врховној команди Вермахта су га високо ценили. Награђивани биографски филм објављен 1970. године, Патон, помогао је популаризацији његовог имиџа.

## Рани живот
Џорџ Смит Патон млађи је рођен 11. новембра 1885. у предграђу Лос Анђелеса, Сан Габријел, Калифорнија, у породици Џорџа Смита Патона старијег и његове супруге Рут Вилсон, ћерке Бенџамина Дејвиса Вилсона, други градоначелник Лос Анђелеса и Маргарет Херефорд, удовица из Вирџиније. Богата породица Патон живела је у Лејк Винјарду, који је изградио Бенџамин Вилсон, на 52 хектара, у данашњем Сан Марину, Калифорнија. Патон је имао млађу сестру, Ен, која је имала надимак Нита. Нита се верила за Џона Џеј Першинга, Патоновог ментора, 1917. године, али је веридба прекинута због дуже раздвојености током Першинговог времена у Француској током Првог светског рата.
Као дете, Патон је имао потешкоћа да научи да чита и пише али је на крају превазишао ове проблеме и у одраслом добу је био познат као страствени читалац. Образовали су га од куће све до једанаесте године, након чега је уписан у класичну школу за дечаке Стивена Катера Кларка, приватну школу у Пасадини. Патон је описан као интелигентан дечак и био је начитан у области класичне војне историје, посебно о подвизима Ханибала, Сципиона Африканца, Јулија Цезара, Јованке Орлеанке и Наполеона Бонапарте, као и о подвизима породичног пријатеља Џона Синглтона Мозбија, који је често долазио у кућу породице Патон када је Џорџ био дете. Такође је био посвећен јахању.
Патон никада није озбиљно размишљао о каријери мимо војске. Са седамнаест година тражио је пријем у Војну академију Сједињених Држава у Вест Поинту у Њујорку. Такође се пријавио на неколико универзитета и примљен је на Принстон, али се на крају одлучио за Вирџинијски Војни институт (VMI), који су похађали његов отац и деда. Школу је похађао од 1903. до 1904. године, и иако се мучио са читањем и писањем, изузетно је пролазио приликом инспекција униформа и изгледа, као и током војних вежби.
Док је био на школовању у ВМИ, сенатор Томас Р. Бард га је номиновао за даље школовање на Вест Поинту. Био је иницијатор Бета комисије Капа Алфа реда.
Током прве године на Вест Поинту, Патон се лако прилагодио рутини. Међутим, његов академски успех је био толико лош да је био приморан да понавља прву годину након што је пао годину због оцена из математике. Истицао се у војним вежбама, иако је његов академски успех остао просечан. Био је кадетски водник у првој години, а ађутант кадета на завршној години. Био је део и фудбалске репрезентације, али је повредио руку и у неколико наврата је престао да игра. Уместо тога, окушао се у мачевању и атлетици и специјализовао се за модерни петобој. У овом спорту се такмичио на Летњим олимпијским играма 1912. у Стокхолму, а завршио је на петом месту, иза четири Швеђана.
Дипломирао је као 46 од 103 кадета у класи, на Вест Поинту, 11. јуна 1909, и добио је звање потпоручника у коњичком огранку војске Сједињених Америчких Држава.
Патон се оженио Беатрис Банинг Ајер, ћерком бостонског индустријалца Фредерика Ајера, 26. маја 1910. године на Беверли Фарми, Масачусетс. Имао је 24 године када се оженио. Имали су троје деце, Беатрис Смит (рођена марта 1911), Рут Елен (рођена фебруара 1915) и Џорџа Патона IV (рођен децембра 1923). Патонова супруга Беатрис умрла је 30. септембра 1953. од руптуре анеуризме  након што је пала док је јахала коња у лову са братом у Ловачком клубу у Јужном Хамилтону, Масачусетс.
По верском опредељењу, Патон је био епископалац.

## Преци
Породица Патон је била енглеског, ирског, шкотско-ирског, шкотског, француског и велшког порекла. Његова прабака је потицала из аристократске велшке породице, пореклом од многих велшких лордова Гламоргана; многи Патонови преци по овој линији су били ратници и војсковође. Патон је веровао да је у претходном животу живео као војник и поносио се мистичним везама са својим прецима. Иако није директно потицао од Џорџа Вашингтона, Патон је по неким прецима енглеским колонистима био у сродству са прадедом Џорџа Вашингтона односно био је његов далеки рођак.
Такође је потицао од енглеског краља Едварда I преко Едвардовог сина Едмунда од Вудстока, 1. грофа од Кента.  Породично веровање је очувало предање да породица Патон потиче од шеснаест барона који су потписали Magna Carta. Патон је веровао у реинкарнацију и наводио је да се борио у претходним биткама и ратовима. Порекло му је било веома важно и чинило је централни део његовог идентитета. Први Патон на територији Северне Америке био је Роберт Патон, рођен у Еру у Шкотској. Емигрирао је у Калпепер у Вирџинији из Глазгова 1769. или 1770.
Деда Џорџа Патона, млађег по оцу, био је Џорџ Смит Патон, који је командовао 22. пешадијским пуком Вирџиније под Џубалом на почетку Америчког грађанског рата и погинуо у Трећој бици код Винчестера, док је његов праујак Волер Т. Патон погинуо у Пикетовом јуришу предводећи 7. пешадијски пук Вирџиније током битке код Гетисбурга. Патон такође води порекло од Хјуа Мерсера, који је погинуо у бици код Принстона током Америчког рата за независност. Патонов отац, који је дипломирао на Вирџинијском Војном институту (ВМИ), постао је адвокат, а касније и окружни тужилац округа Лос Анђелес. Патонов деда по мајци био је Бенџамин Дејвис Вилсон, трговац који је био други градоначелник Лос Анђелеса.
Његов отац је био богат ранчер и адвокат који је поседовао земљиште и ранч величине 400 хекатара, у близини Пасадене, Калифорнија. Вилсон се оженио девојком из једне од првобитних породица насељеника из Јужне Калифорније, Рамоном Јорба, која је била ћерка истакнутог калифорнијског (шпанског и мексичког досељеника у Калифорнији) Бернарда Јорбе, по коме је град Јорба Линда назван. Патон је такође потомак француског хугенота Луја Дибоа.

## Личност
Многи савремени психолози и историчари верују да је Џорџ С. Патон имао нарцистички поремећај личности.

## Рана војна каријера
Патонова прва војна дужност била је у 15. коњичком пуку у Форт Шеридану, Илиноис, где се показа као марљив вођа који је импресионирао претпостављене својом посвећеношћу. Крајем 1911, Патон је пребачен у Форт Мајерс, у Вирџинији, где су били стационирани многи виши војни руководиоци. Патон се спријатељио са војним секретаром Хенријем Л. Стимсоном и службовао је на позицији његовог војног помоћника, поред редовних дужности интенданта. Патон је имао пискав глас и бринуо се да ће му то онемогућити да инспирише своје трупе.

## Олимпијске игре 1912.
Због показаних вештина у трчању и мачевању, Патон је изабран као војни учесник у дисциплини модерни петобој на Олимпијским играма 1912. у Стокхолму, Шведска. Патон је био једини Американац међу 42 петобојца, који су сви били официри. Патон је заузео двадесет и прво место у стрељаштву, седмо у пливању, четврто у мачевању, шесто у јахању и треће у трци, завршивши укупно на петом месту и првом међу такмичарима који нису Швеђани.
Било је одређених контроверзи у вези са његовим такмичењем у гађању пиштољем, у којем је користио пиштољ америчке војске калибра .38, док је већина осталих такмичара изабрала ватрено оружје калибра .22. Тврдио је да су рупе на папиру од његових раних хитаца биле толико велике да је каснији метак прошао кроз њих, али су судије одлучиле да је један од његових метака потпуно промашио мету. Модерна такмичења на овом нивоу сада често користе покретну позадину, нарочито за праћење трајекторије више хитаца који прилазе кроз исту рупу. Да је његова тврдња тачна, Патон би вероватно освојио олимпијску медаљу. Пресуда судија је била потврђена.

Патонов једини коментар на ову тему био је: 
Високи ниво  спортског духа и великодушности, који се манифестовао током целог такмичења, много говори о карактеру савремених официра. Није било ниједног инцидента, протеста или неког неспортског претеривања или борбе за поене, што је могу казати, било је уобичајено за нека друга такмичења цивила на Олимпијским играма. Сваки човек је дао све од себе и прихватио оно што му је срећа донела као прави војник, а на крају смо се сви осећали више као добри пријатељи и другови него као ривали у озбиљном такмичењу али тај дух пријатељства ни на који начин није умањио жар којим су сви стремили ка успеху.

## Дизајнирање мача
После Олимпијских игара 1912, Патон је отпутовао у Сомир у Француској, где је научио технике мачевања од ађутанта Шарла Клерија, француског „мајстора оружја“ и инструктора мачевања у тамошњој коњичкој школи. Патон је по повратку у домовину изнова осмислио доктрину борбе сабљама за америчку коњицу, фаворизујући нападе гурањем сечива у односу на стандардни маневар сечења и дизајнирао је нови мач за такве нападе. Привремено је распоређен у канцеларију начелника генералштаба, а 1913. наручено је првих 20.000 коњичке сабље модела 1913 — популарно познатих као „Патонова сабља“.
Патон се затим вратио у Сомур да научи напредне технике пре него што своје вештине пренесе у војну школу у Форт Рајли у Канзасу, где је био и ученик и инструктор мачевања. Био је први војни официр који је проглашен за „мајстора мача“, што је титула која означава најбољег инструктора школе у мачевању. У септембру 1913. године, подучавао је друге коњички официре мачевању; многи Патонови студенти су имали виши чин у поређењу са њим.
Завршио је ову школу јуна 1915. Првобитно је намеравао да се врати у 15. коњичку која је ишла за Филипине. Плашио се да ће овај задатак довести до застоја у његовој каријери; Патон је отпутовао у Вашингтона током 11 дана одсуства и убедио је утицајне пријатеље да му организују пребачај у 8. коњички пук у Форт Блису у Тексасу, очекујући да би нестабилност у Мексику могла да прерасте у пуни грађански рат. У међувремену, Патон је изабран за учешће на Летњим олимпијским играма 1916. године али је та олимпијада отказана због почетка Првог светског рата.

## Експедиција Панча Виље
Током 1915. поручник Патон је распоређен на дужност граничне патроле у оквиру 8. коњичког, са седиштем у Сијера Бланка. Током  боравка у граду, Патон је почео да носи пиштољ M1911 за појасом, а не у футроли. Његово оружје се случајно испразнило једне ноћи, због чега је Патон поставио дршку направљену од слоноваче; ово оружје ће касније постати препознатљиви део Патоновог имиџа.
У марту 1916, мексичке снаге лојалне Панчу Виљи прешле су у Нови Мексико и извршиле рацију на погранични град Коламбус. У насиље у Коламбусу убијено је неколико Американаца. Као одговор, САД су покренуле Експедицију Панча Виље у Мексику. Ожалошћен након открић да његова јединица неће учествовати, Патон се обратио команданту експедиције Џону Џеј Першингу и именован је за његовог личног помоћника у експедицији. То је значило да ће Патон имати одређену улогу у организовању акције, а његова ревност и посвећеност задатку импресионирали су Першинга. Патон је велики део свог стила руковођења моделовао по узору Першингов рад; он је фаворизовао снажне, одлучне акције и командовање са фронта. Патон је надгледао логистику транспорта за Першина и био је његов лични курир.
Средином априла, Патон је затражио од Першинга прилику да командује трупама и био је распоређен у трупу Ц 13. коњичког пута, задатак му је био да помогне у потрази за Вилом и његовим подређенима. Његов први сусрет са борбама на фронту било је 14. маја 1916. године, у ономе што ће постати први моторизовани напад у историји америчког ратовања. Десет војника и два цивилна водича, под Патоновом, у три аутомобила марке Доџ, изненадила је тројицу Виљиних људи током експедиције у потрази за храном. Убили су Хулија Карденаса и двојицу стражара. Није јасно да ли је Патон лично убио неког али се зна да је ранио сву тројицу. Због овог догађаја, Патон је стекао добру репутацију код Паршинга и задобио је медијску праћеност, у медијима је представљен као „убица бандита”. Убрзо потом унапређен је у чин потпоручника у саставу 10. коњичке, 23. маја 1916. Патон је остао у Мексику до краја године. Председник Вудро Вилсон је забранио овим трупама да спроводи агресивне патроле дубље у Мексико, тако да је остала у мексичким пограничним државама већи део времена. У октобру се Патон накратко повукао у Калифорнију након што га је изгорела гасна лампа која је експлодирала. Фебруара 1917. се вратио са терена.

## Први светски рат
По завршетку експедиције против Виљиних снага, Патон је послат у Фронт Ројал, Вирџинија, да надгледа набавку коња за војску, али је Першинг интервенисао у његово име. Након што су Сједињене Америчке Државе ушле у Први светски рат, априла 1917, и Першинг је именован за команданта америчких експедиционих снага (АЕФ) на Западном фронту, Патон је затражио да се придружи његовом штабу. Патон је унапређен у чин капетана 15. маја 1917. и отишао је у Европу, као један од 180 људи Першингове претходнице која је кренула 28. маја и стигла у Ливерпул 8. јуна. Са улоге Першинговог личног помоћника, Патон је надгледао обуку америчких трупа у Паризу до септембра, а затим је прешао у Шомон и био је распоређен као ађутант; командовао је четом штаба која је надгледала читаву базу. Патон је био незадовољан овом позицијом и почео је да се интересује за тенкове, пошто је Першинг покушао да му преда команду над пешадијским батаљоном. Док је био у болници за жутицу, Патон је упознао пуковника Фокса Конера, који га је охрабрио да се интересује за тенкове а не пешадију.
Десетог новембра 1917. Патон је добио задатак да оснује школу лаких тенкова АЕФ. Напустио је Париз и пријавио се у школу за обуку тенкова француске војске у Шампљеу код Ороуја, где је возио лаки тенк Рено ФТ-17. Британци су 20. новембра покренули офанзиву у правцу важног железничког центра Камбре и користили су огроман број тенкова. На крају службовања, првог децембра, Патон је отишао до Албертае, 48 километара од Камбраја, да би о резултатима овог напада обавестио начелник штаба Британског тенковског корпуса, пуковник Ј. Ф. Ц. Фулер. На повратку у Париз, посетио је фабрику Renault како би посматрао производњу француских тенкова.
Унапређен је у чин мајора 26. јануара 1918. Првих десет тенкова достављено му је 23. марта 1918. у тенковској школи у Буру, малом селу близу Лангра, департман Горња Марна. Био је једини амерички војник са искуством у вожњи тенкова и Патон је лично извукао седам тенкова са воза. На тој дужности, Патон је обучавао тенковске посаде да делују као подршка пешадији, и промовисао је прихватања овог аспекта ратовања међу невољним пешадијским официрима. Унапређен је у чини потпуковника 3. априла 1918. године и похађао је Командно-генералштабну школу у Лангреу.
У августу 1918. постављен је на чело америчке 1. привремене тенковске бригаде (преименована у 304. тенковску бригаду 6. новембра 1918). Патонова лака тенковска бригада била је део тенковског корпуса којим је командовао пуковник Семјуел Рокенбах и била је део Прве армије САД. Лично је надгледао логистику тенкова приликом прве употребе у борбеним дејствима и лично је извиђао циљно подручје напада, Патон је наредио да се ниједан амерички тенк не преда.  Патон је командовао тенковима Рено ФТ са америчком посадом у бици код Сен Михијела; предводио је тенкове са фронта током већег дела трајања офанзиве, која је почела 12. септембра. Шетао је испред тенкова у село Есеј ет Мезере, које су држали Немаци, и возио се на врху тенка током напада на Пан, настојећи да инспирише војнике.
У околини села Еси имао је први случајни сусрет са бригадним генералом Дагласом Макартуром, тада командујућим бригадом 42. дивизије „Дуга“, који је са навршених тридесет осам година већ био један од најодликованијих официра у АЕФ-у; Пато ће касније сарађивати током каријере.
Патонова бригада је затим пребачена, да подржи Први корпус у предстојећој офанзиви Мез–Аргон, која је почела 26. септембра. Он је лично водио трупу тенкова кроз густу маглу док су напредовали 8 километара у немачке линије. Око 09:00 Патон је рањен док је предводио шест људи и тенк у нападу на немачке митраљезе у близини града Шепи. Разводик прве класе Џо Анђело, спасао је Патона, за шта је касније награђен Крстом за изузетне заслуге. Патон је командовао битком из рупе коју је направила непријатељска гранате још сат времена, пре него што је евакуисан. Иако је 35. дивизија (чији је део била Патонова тенковска трупа) на крају заузела Варене, то је постила уз велике губитке. Покушавајући да помери тенкове из резерве напред, Патон је навео да је можда убио једног од својих људи: „Неки од мојих резервних тенкова су били заглављени у неким рововима. Па сам се вратио и натерао неке Американце који су се крили у рововима да ископају пролаз. Мислим да сам овде убио једног човека, није хтео да ради па сам га ударио лопатом по глави.
Патон се зауставио на последњем командном месту да преда свој извештај пре него што је кренуо у болницу. Серено Е. Брет, командант америчког 326. тенковског батаљона, преузео је команду над бригадом у Патоновом одсуству. Патон је написао у писму својој супрузи: „Метак је ушао у предњи део моје леве ноге и изашао око два инча лево од мог ректума. Испаљен је са око 50 метара тако да је направио рупу величине [сребрног] долара где је изашао.“

Док се опорављао од ране, Патон је 17. октобра унапређен у привременог пуковника у тенковском корпусу Националне армије САД. Вратио се на дужност 28. октобра, али није учествовао у борбама на фронту, пре него што је рат окончан на његов 33. рођендан примирјем 11. новембра 1918. године. За акције у Чепију, Патон је добио Сребрну звезду. Објашњење дато приликом доделе медаље гласило је:
Председник Сједињених Држава, овлашћен актом Конгреса од 9. јула 1918. године, са задовољством уручује Почасни знак за истакнуту службу пуковнику (оклоп) Џорџу Смиту Патону млађем (ASN: 0-2605), Војсци Сједињених Држава, за изузетну храброст у акцији док је служио у оклопном корпусу А.E.F. код Чепија у Француској, 26. септембра 1918. године. Пуковник Патон је показао упадљиву храброст, смиреност, енергију и интелигенцију у руковођењу напредовањем своје бригаде долином Ајра. Касније је окупио снаге неорганизоване пешадије и предводио их напред, иза тенкова, под јаким ватром митраљеза и артиљерије, све док није био рањен. Неспособан да даље напредује, пуковник Патон је наставио да руководи операцијама своје јединице све док нису завршене све припреме за предају команде.
За руковођење тенковском бригадом и тенковском школом одликован је Медаљом за војне заслуге:
Председник Сједињених Америчких Држава, овлашћен актом Конгреса од 9. јула 1918. године, са задовољством уручује Медаљу за војне заслуге пуковнику (оклопном корпусу) Џорџу Смиту Патону Млађем (ASN: 0-2605), Војска Сједињених Америчких Држава, за изузетно заслужно и истакнуто службовање Влади Сједињених Америчких Држава, на дужности велике одговорности током Првог светског рата. Својом енергијом и здравим проценама, пуковник Патон је пружио веома вредне доприносе у организацији и вођењу Тенковског центра на војним школама у Лангру, Француска. У ангажовању трупа оклопног корпуса у борби, показао је високе војне способности, жар и приметну прилагодљивост у начину ратовања који је био релативно нов за америчку војску.
Поред тога, одликован је и Пурпурним срцем за своје борбене ране након што је одликовање установљено 1932.
Једанаестог новембра 1918. године, Први светски рат је окончан. У месецима и годинама које су уследиле, Патон је био прогањан својим искуством у реону Мез–Аргон. Иако је из рата изашао са почастима и признањима, 1918. је ставила последице и цена је заиста била висока. Упркос имиџу чврстог човека, Патон је био дубоко потресен ужасом рата и патио је од посттрауматског стреса. Оно што је на бојном пољу било значајно, прерасло је у огромно разочарање, што је веома често код војника који су били у борби.

## Међуратни период
Патон је из Француске отишао у Њујорк 2. марта 1919. године. После рата, распоређен је у Камп Мид, Мериленд, и враћен је у свој стални чин капетана 30. јуна 1920, иако је следећег дана поново унапређен у мајора. Патон је те године добио привремену дужност у Вашингтону да службује у комитету за писање приручника о тенковским операцијама. За то време развио је уверење да тенкове треба користити не као подршку пешадији, већ као независну борбену снагу. Патон је подржао дизајн тенка М1919 који је креирао Ј. Вилтер Кристи али је пројекат одложен због финансијских разлога. Док је био на дужности у Вашингтону, 1919. године, Патон је упознао Двајта Д. Ајзенхауера, који ће играти огромну улогу у Патоновој будућој каријери. Током и након Патоновог задатка на Хавајима, он и Ајзенхауер су се често дописивали. Патон је слао белешке и пружао је помоћ како би помогао Ајзенхауеру да дипломира на Генералштабном колеџу. Са Кристијем, Ајзенхауером и неколицином других официра, Патон се залагао за већи развој оклопног ратовања у међуратној ери. Његов став је имао одјек код војног секретара Двајта Дејвиса, али ограничени војни буџет и распрострањеност већ успостављених пешадијских и коњичких грана значили су да САД неће много развијати оклопне трупе све до 1940.
Тридесетог септембра 1920. године, тадашњи мајор Патон одрекао се команде над 304. тенковском бригадом и прекомандован је у Форт Мајер као командант 3. ескадриле, 3. коњичке. Мрзео је дужност мирнодопског штабног официра. Провео је много времена у писању техничке радове и држао је говоре о својим борбеним искуствима у Генералштабном колеџу.
У јулу 1921. Патон је постао члан америчког легијске тенковског корпуса број 19. Мајор Патон је водио спасилачке приликом мећаве и олује која је погодила Никербокер, Вашингтон у јануару 1922. Похађао је Генералштабну школа од средине 1923. до средине 1924. Дипломирао је као 25. од 248. У августу 1923. Патон је спасао неколико деце која су се давила након пада са јахте током путовања чамцем код Сејлема у Масачусетсу. За ову акцију одликован је Сребрном медаљом за спасавање живота. Привремено је именован у Генералштабни корпус у Бостону, Масачусетс, пре него што је преименован у Г-1 и Г-2 Хавајске дивизије у Скофилд Баракс  у Хонолулуу у марту 1925.
Патон је неколико месеци био део Г-3 Хавајске дивизије, пре него што је у мају 1927. пребачен у канцеларију шефа коњице у Вашингтону, где је почео да развија концепте механизованог ратовања. Краткотрајни експеримент спајања пешадије, коњице и артиљерије у комбиноване оружане снаге отказан је након што је амерички Конгрес укинуо финансирање пројекта. Патон је напустио ову позицију 1931. године, вратио се у Масачусетс и похађао Војни ратни колеџ, где је именован за „Истакнутог дипломца“ у јуну 1932.
У јулу 1932, Патон (још увек у чину мајора) је био извршни официр 3. коњичке, коју је позвана Вашингтон по наређењу начелника генералштаба генерала Даглас Макартур. Патон је преузео команду над 600 војника 3. коњице, а 28. јула Макартур је наредио Патоновим трупама да уз употребу сузавца и бајонета крену на протестанте ветеране познате као „Бонус армија“. Патон је био незадовољан Макартуровим понашањем, пошто је признавао легитимност притужби ветерана и раније је одбио да изда наредбу о употреби оружане силе да растера ветеране. Патон је касније изјавио да, иако је сматрао да је команда која му је дата изразито неукусна, он је такође сматрао да је растеривање демонстраната спречило побуну и спасило људске животе и имовину. Он је лично повео 3. коњицу низ Пенсилванија авенију, растерујући демонстранте. Патон је међу протестантима такође наишао на бившег болничара Џоа Анђела са којим је раније радио; силом му је наредио да се удаљи, плашећи се да би састанак са њим могао да доспе на насловне стране.
Патон је унапређен у потпуковника у редовној војсци 1. марта 1934. и пребачен је у Хавајску дивизију почетком 1935. Током овог постављања, Патон се свађао са својим командантом, Хјуом Алојзијусом Друмом, још једним официром кога је штитио генерал Першинг. На поло утакмици у којој је Патон играо, Друм је био међу гледаоцима и прекорио је Патона што је употребљавао псовке током утакмице. Играчи који нису били део војске а који су били део имућне елите Хаваја и у пријатељским односима са подједнако богатим и елитним Патоном, понизили су Друма тако што су се заузели за Патона.
Џорџ Смит Патон је пратио растући непријатељски став и освајачке тежње милитантног јапанског руководства. Написао је план за интернирање Јапанаца који живе на острвима у случају напада као последица злочина које су јапански војници извршили над Кинезима у кинеско-јапанском рату. Он је 1937. написао  рад под насловом Изненађење. У раду предвиђа изненадни напад Јапана на Хаваје, што су његове поједине колеге окарактерисале као језиво прецизну процену. Депресиван због мањка изгледа за почињање војних сукоба, Патон је почео да пије и наводно је започео кратку аферу са својом 21-годишњом нећакињом Џин Гордон. Ова наводна афера узнемирила је његову жену и умало је довела до развода. Речено је да су Патонови покушаји да поврати наклоност супруге били ретким пример ситуација у којима је показао кајање или покорност.
Патон је у ово време наставио да игра поло и једри. Након што се вратио у Лос Анђелес на продужени одмор 1937. године, коњ га је ударио ногом и сломио му ногу. Патон је добио запаљење вене од повреде, која га је умало убила. Ова несрећа је умало приморала Патона да напусти активну службу, али му је шестомесечни административни задатак на академском одељењу Коњичке школе у Форт Рајлију помогао да се опорави. Патон је унапређен у пуковника 24. јула 1938. и добио је команду над 5. коњичким у Форт Кларку, Тексас, на шест месеци, што му се допадало. Поново је распоређен у Форт Мајер у децембру као командант 3. коњичке. Тамо је упознао заменика начелника Генералштаба, Џорџа Ц. Маршала, који је био толико импресиониран њим, да је сматрао да је Патон главним кандидатом за унапређење у чин генерала. Међутим, у мирнодопским временима, он је остао у чину пуковника да би имао право да командује пуком. Када се Малин Крејг пензионисао са позиције начелника штаба војске Сједињених Америчких Држава 1939. године, Друм је био кандидат да га наследи. Друм је толико желео да буде именован на функцију да је био спреман да остави по страни своју свађу са Патоном и замоли га да се заложи код пензионисаног, али још увек утицајног генерала Першинга да лобира за њега. Друм није именован за начелника, већ је Џорџ Маршал постављен на ову позицију.
Патон је био власник јахте назване Када и ако. Пројектовао ју је познати поморски архитекта Џон Г. Олден и изграђена је 1939. године. Име пловила је проистекло од Патонове изјаве, изјавио је да ће пловити када и ако се врати из рата.

## Други светски рат
Након инвазије немачке војске на Пољску и избијања Другог светског рата у Европи у септембру 1939. године, америчка војска је ушла у период мобилизације. Пуковник Патон је настојао да повећа моћ америчких оклопних снага. Током маневара које је Трећа армија извела 1940. године, Патон је био судија. На маневрима је упознао Адна Романза Чафи Млађег  и њих двојица су формулисали препоруке за развој оклопних снага. Чафи је именован за команданта ових снага,  и створио је 1. и 2. оклопну дивизију, као и прву комбиновану доктрину наоружања. Патона је именовао за команданта 2. оклопне бригаде, у саставу 2. оклопне дивизије. Дивизија је била једна од ретких организованих као тешка формација са много тенкова, а Патон је био задужен за обуку. Патон је унапређен у чин бригадног генерала 2. октобра, постао вршилац дужности команданта дивизије у новембру када је Чарлс Л. Скот преузео команду над I оклопним корпусом, а 4. априла 1941. поново је унапређен у чин генерал-мајора као командант 2. оклопне дивизије. Како је Чафи напустио команду 1. оклопног корпуса, Патон је постао најистакнутија фигура у америчкој оклопној доктрини. У децембру 1940. извео је масовну вежбу високог профила у којој је 1.000 тенкова и возила превезено из Коламбуса, Џорџија, до Панама Ситија, Флорида, и назад. Следећег месеца је поновио вежбу са читавом дивизијом од 1.300 возила. Патон је добио пилотску дозволу и током ових маневара посматрао је кретање возила из ваздуха како би пронашао начине да их ефикасно примени у борби. Ови подвизи обезбедили су му место на насловној страни часописа Life.
Генерал Патон је предводио дивизију током маневара у Тенесију у јуну 1941. и био је хваљен због исказаног лидерства. Реализовао је планове планиране за временски период од 48 часова за свега 9. Током септембарских маневара у Луизијани, његова дивизија је била део Црвене армије која је изгубила у Фази I, али је у Фази II додељена Плавој армији. Његова дивизија је прешла 640 километара крај Црвене армије и „заузела“ Шривпорт, Луизијана. Током маневара Каролина октобар-новембар, Патонова дивизија је освојила Друма, команданта противничке војске. Друм се осрамотио и постао је предмет спрдње. Након што су војници из батаљона Исака Д. Вајта задржали Драма, судије вежбе су донеле одлуку да се те околности не би десиле у правој борби па му је дозвољено да се врати у свој штаб, што је омогућило да се вежба настави и да Друм сачува образ. Упркос акцијама судија, инцидент је указао вишим лидерима да Друм можда није спреман да командује великим трупама у савременим условима на бојном пољу са којима ће се војска суочити у Другом светском рату, тако да није разматран за команду на терену.
Петнаестог јануара 1942. године, неколико недеља након америчког уласка у Други светски рат, наследио је официра Скота на месту команданта I оклопног корпуса, а следећег месеца је основао Desert Training Center у региону Коачела, округа Риверсајд, у Калифорнији, да изводи вежбе за обуку. Ове вежбе је започео крајем 1941. и наставио их до лета 1942. Патон је одабрао 40 километара квадратних  простране пустињске области око 80 километара југоисточно од Палм Спрингса. Од својих првих дана као командант, Патон је снажно наглашавао потребу да оклопне снаге остану у сталном контакту са противничким снагама. Његово инстинктивно преферирање офанзивног покрета било је типично за одговор који је Патон дао ратним дописницима на конференцији за штампу 1944. године. У одговору на питање да ли треба успорити брзу офанзиву Треће армије широм Француске како би се смањио број америчких жртава, Патон је одговорио: „Кад год нешто успорите, губите људске животе. Отприлике у то време је репортер, након што је чуо говор у коме је Патон рекао да су за победу у борби потребни „крв и мозак“, почео да га назива „крв и црева“. Надимак је имао до краја живота. Знало се да су војници под његовом командом повремено зезали доскочицом наша крв, његова црева. Без обзира на то, било је познато да су му се људи којима је био надређени дивили.

### Северноафричка кампања
Под генерал-потпуковником Двајтом Д. Ајзенхауером, врховним командантом савезничких снага, Патон је добио задатак да помогне у планирању савезничке инвазије на француску северну Африку у оквиру операције Бакља у лето 1942. Патон је командовао Западном оперативном групом, која се састојала од 33.000 људи у 100 бродова, централно место за искрцавање била је Казабланка у Мароку. Искрцавању, које је обављено 8. новембра 1942. године, супротставиле су се снаге Вишијевске Француске, али су Патонови људи брзо заузели поморски мостобран и пробили се кроз жесток отпор. Казабланка је пала 11. новембра и Патон је преговарао о примирју са француским генералом Шарлом Ногеом. Султан Марока Мухамед V је био толико импресиониран да је Патону уручио Орден Уисама Алауита, уз навод  Les Lions dans leurs tanières tremblent en le voyant approcher“ (Лавови у својим јазбинама дрхте од његовог приласка). Патон је надгледао претварање Казабланке у војну луку и био је домаћин Конференције у Казабланци јануара 1943.
Шестог марта 1943. године, након пораза америчког 2 корпуса који је изгубио у борбама против немачког афричког корпуса, којим је командовао генерал-фелдмаршал Ервин Ромел, у бици за Касерински пролаз, Патон је заменио генерал-мајора Лојда Фредендала на месту команданта II корпуса и унапређен је у чин генерал-потпуковник. Убрзо након тога, Патон је генерала-мајора Омара Бредлија прекомандовао у свој корпус и поставио га за заменика команданта. Са наређењем да за 10 дана претучене и деморалисане формацију доведе у ред за борбена дејства, Патон је одмах увео корените промене, наредио је свим војницима да носе чисте, изглачане и комплетне униформе, успостављајући ригорозне распореде и захтевајући стриктно поштовање војног протокола. Непрекидно се кретао кроз команду и разговара мушкарцима, настојећи да их обликује у ефективне војнике. Он их је форсирао и настојао је да их добро награди за достигнућа. О његовом бескомпромисном стилу руковођења сведоче наређења за напад на брдску позицију у близини Гафсе, у којој је завршио наводно рекавши: „Очекујем да ћу видети такве жртве међу официрима, посебно штабним официрима, што ће ме уверити да је уложен озбиљан напор, начињен да би се постигао овај циљ."
Патонова обука је била ефикасна, и 17. марта, америчка 1. пешадијска дивизија је одвела Гафсу који је учествовао у неодлучној бици код Ел Гетара, и два пута је  потискивао немачке и италијанске оклопне снаге. У међувремену, 5. априла, сменио је генерал-мајора Орланда Варда, који је командовао 1. оклопном дивизијом, након слабих резултата код Макнасија против бројчано инфериорних немачких снага. Напредујући према Габесу, Патонов корпус је извршио притисак на Маретску линију. За то време извештавао је британског генерала сер Харолда Александера, команданта 18. групе армија, и дошао у сукоб са вицемаршалом авијације сер Артуром Конингемом о недостатку непосредне ваздушне подршке која се пружа његовим трупама. Док су његове снаге стигле до Габеса, Немци су га напустили. Затим је препустио команду над II корпусом Бредлију, и вратио се у I оклопни корпус у Казабланки да помогне у планирању операције Хаски, савезничке инвазије на Сицилију. Плашећи се да ће америчке трупе бити стављене у запећак, убедио је британске команданте да им дозволе да наставе борбу до краја Туниске кампање пре него што крену на овај нови задатак.

### Кампања у Сицилији
За операцију Хаски, инвазију на Сицилију, Патон је требало да командује Седмом армијом САД, названом Западна оперативна група, у искрцавању у Ђелу, Скољити и Ликату да подржи искрцавање британске Осме армије генерала сер Бернарда Монтгомерија. Патонов I оклопни корпус је званично преименован у Седму армију непосредно пре него што су се његове снаге које су бројале 90.000 војника искрцале пре зоре, на дан Д, 10. јула 1943. године, на плажама у близини града Ликата. Армаду су ометали ветар и времске прилике, али упркос томе, три америчке пешадијске дивизије које су биле укључене, Трећа, Прва, и Четрдесет и пета, обезбедиле су плаже. Затим су одбили контранападе на Гелу, где је Патон лично водио војнике против немачког појачања у виду дивизије Херман Геринг.
У почетку му је наређено да заштити леви бок британских снага; Патон је добио дозволу да заузме Палермо након што су се Монтгомеријеве снаге заглавиле на путу за Месину. Као део привременог корпуса под командом генерал-мајора Џефрија Киза, 3. пешадијска дивизија под командом генерал-мајора Лукијана Траскота прешла је 160 километара за 72 часа и стигле у Палермо 21. јула. Патон је тада усмерио поглед на Месину. Тражио је амфибијску операцију, али је то одложено због недостатка десантних бродова а његове трупе су се искрцале на Санто Стефано ди Камасатра тек 8. августа, када су Немци и Италијани већ евакуисали већину својих трупа у копнену Италију. Наредио је више искрцавања 10. августа од стране 3. пешадијске дивизије, која је имала велике губитке, али је потиснула немачке снаге уназад и убрзала напредовање на Месину. Треће искрцавање је завршено 16. августа, а до 22:00 тог дана Месина је пала у руке Патонових снага. До краја битке, Седма армија од 200.000 људи претрпела је 7.500 жртава и убила или заробила 113.000 војника Осовине и уништила 3.500 возила. Ипак, 40.000 немачких и 70.000 италијанских војника побегло је у Италију са 10.000 возила.
У почетку му је наређено да заштити леви бок британских снага; Патон је добио дозволу да заузме Палермо након што су се Монтгомеријеве снаге заглавиле на путу за Месину. Као део привременог корпуса под командом генерал-мајора Џефрија Киза, 3. пешадијска дивизија под командом генерал-мајора Лусијана Траскота прешла је 160 километара за 72 часа и стиглау Палермо 21. јула. Патон је тада усмерио поглед на Месину. Тражио је амфибијску операцију, али је то одложено због недостатка десантних бродова а његове трупе су се искрцале на Санто Стефано ди Камасатра тек 8. августа, када су Немци и Италијани већ евакуисали већину својих трупа у копнену Италију. Наредио је више искрцавања 10. августа од стране 3. пешадијске дивизије, која је имала велике губитке, али је потиснула немачке снаге уназад и убрзала напредовање на Месину. Треће искрцавање је завршено 16. августа, а до 22:00 тог дана Месина је пала у руке Патонових снага. До краја битке, Седма армија од 200.000 људи претрпела је 7.500 жртава и убила или заробила 113.000 војника Осовине и уништила 3.500 возила. Ипак, 40.000 немачких и 70.000 италијанских војника побегло је у Италију са 10.000 возила.
Патоново понашање у овој кампањи наишло је на неколико контроверзи. Такође се често није слагао са Теријем де ла Месом Аленом Старијим и Теодором Рузвелтом Млађим, мада је често попуштао.
Када је Александар послао поруку 19. јула ограничавајући Патонов напад на Месину, његов начелник штаба, бригадни генерал Хобарт Р. Геј, тврдио је да је порука „изгубљена у преносу“ све док Месина није пала.
У инцидент који се одиграо 22. јула, док је америчка оклопна колона била на удару немачких авиона, атон је убио две мазге које су се зауставиле док су вукле кола преко моста. Кола су блокирала пут колони. Када је власник мазги, Сицијаланц, протестовао, Патон га је напао штапом и натерао је војнике да гурну два леша мазги са моста.
Када је обавештен о масакру затвореника у Бискарију, који су извршиле трупе под његовом командом, Патон је написао у свом дневнику: „Рекао сам Бредлију да је то вероватно претеривање, али у сваком случају да кажем официру да потврди да су мртви људи снајперисти или је покушао да побегне или тако нешто, јер би то изазвало смрад у штампи и такође би разбеснело цивиле. У сваком случају, они су мртви, тако да се ништа не може учинити. Бредли је одбио Патонове предлоге. Патон се касније предомислио. Након што је сазнао да генерални инспектор 45. дивизије није наишао на „било какве провокације заробљеника ... Били су заклани.“ Патон је наводно рекао: „Try the bastards.“

Двојици војника суђено је за масакр у Бискарију, обојица су у своју одбрану тврдили да су деловали по Патоновом наређењу да не узимају заробљенике ако непријатељски борци наставе да пружају отпор у кругу од двеста метара од положаја. Генерал-мајор Еверет Хјуз, стари Патонов пријатељ, стао је у његову одбрану, тврдећи да Патон „ни у једном тренутку није заговарао уништавање ратних заробљеника ни под којим околностима”. Џејмс Ј. Вајнгартер тврди да је Патонова невиност по питању подстицања насиља над ратним заробљеницима неизвесна, навео је:
Сведочанства више сведока указивале су без удаљене сумње да је Патон подстицо на убиство непријатељских трупа које су наставиле да се противе у блиској борби, чак и ако су наводили да хоће да се предају. Патон је вероватно желео да његове трупе одбију да дају милост или да прихвате предају непријатељских борца који су наставили да пружају отпор на малом растојању, што је само по себи представљало кршење ратних закона (иако је уобичајена пракса) до двадесетог века. Међутим, не би требало да буде изненађујуће ако су неки Американци закључили да су овлашћени да убијају одлучне непријатељске војнике након што су се предали под америчку контролу.
Против Патона није предузета никаква званична акција због саучесништва у масакру.

### Инцидент шамарања и последице
Два истакнута инцидента у којима је Патон ударио подређене током кампање на Сицилији изазвала су контроверзе након завршетка кампање. 3. августа 1943. Патон је ошамарио и вербално злостављао војника Чарлса Х. Кула у болници за евакуацију у Никозији након што је откривено да пати од „замора од борбе“. Десетог августа, Патон је под сличним околностима ошамарио војника Пола Г. Бенета. Наредио је обојици војника да се врате на прве линије, Патон је критиковао њихов кукавичлук и издао је наређења својим подређеним официрима да дисциплинују сваког војника који исказује сличне жалбе.
Гласине о инциденту стиле су  до Ајзенхауера, који је приватно прекорио Патона и инсистирао да се извини. Патон се извинио обојици војника појединачно, као и лекарима који су били сведоци инцидената, а касније и свим војницима под његовом командом у неколико говора. Ајзенхауер је потиснуо инцидент у медијима, али га је у новембру новинар Дру Пирсон открио и споменуо у радијском програму. Критике спрам Патона у САД биле су оштре; критиковали су га конгресмени, бивши генерали, укључујући и генерала Першинга. Ставови шире јавности остали су помешани по овом питању, и на крају је војни секретар Хенри Л. Стимсон изјавио да Патон мора остати на позицији команданта због потребе за његовим „агресивним, победничким вођством у огорченим биткама које ће уследити пред коначну победу“.
Патон није командовао снагама у борбеним дејствима 11 месеци. У септембру, Бредли, који је био Патонов потчињени по чину и искуству, изабран је да командује Првом војском Сједињених Америчких Држава која се формирала у Енглеској како би се припремила за операцију Оверлорд. Ова одлука је донета пре него што је инцидент о шамарању објављен у јавности, али их је Патон окривио што му је ускраћена команда. Ајзенхауер је сматрао да је инвазија на Европу превише важна да би био остављен ризик било какве неизврсности те да су инциденти шамарања били пример Патонове неспособности да испољи дисциплину и самоконтролу. Док су и Ајзенхауер и Маршал сматрали Патона вештим борбеним командантом, сматрали су да је Бредли мање импулсиван и мање склон прављењу грешака. Двадесет шестог јануара 1944. Патон је званично задобио команду над Трећом армијом САД у Енглеској, новоформираном теренском војском, и добио је задатак да припреми неискусне војнике за борбу у Европи. Ова дужност је Патона заокупљала током прве половине 1944.

### Фантомска војска
Немачка врховна команда имала је више поштовања за Патона од свих савезничких команданата и сматрала га је централним у сваком плану за инвазију на Европу из Енглеске. Због тога је Патон постао истакнута личност у шеми обмане Операција Фортитјуд, током прве половине 1944. Преко британске мреже двоструких агената, савезници су хранили немачку обавештајну службу сталним низом лажних извештаја о виђењима трупа и да је Патон именован за команданта Прве групе армија Сједињених Држава (FUSAG), а све је осмишљено у циљу да убеди Немце да је Патон припремао бројне трупе за инвазију на Доверски теснац. FUSAG је у стварности био направљена фиктивна армија и садржала је мамце, реквизите; слати су лажни саобраћајни радио-таласи око Довера, да би извиђачке авионе  довела у заблуду и натерала вође Осовине да верују да се тамо гомилају велике снаге. Ово је помогло да се прикрије права локација инвазије у Нормандији. Патону је наређено да се држи по страни како би заварао Немце, да помисле да је био у Доверу почетком 1944, када је заправо тренирао Трећу армију. Као резултат операције Фортитјуд, немачка 15. армија је остала код Пас де Калеа да се брани од Патоновог наводног напада. Њихово уверење да је ово главно искрцавање било је толико да је немачка немачка војска на том потезу држала своје положаје и након операције Оверлорд 6. јуна 1944. године, сматрајући да су у питању диверзантске снаге. Патон је одлетео у Француску месец дана касније, а затим се вратио у борбену команду.

### Офанзива пробоја у Нормандију
Након пловидбе до Нормандије током јула, Патонова Трећа армија окупљена је на крајњој десној (западној) савезничких копнених снага, и постала оперативна у подне 1. августа 1944. под Бредлијевом Дванаестом групом армија Сједињених Америчких Држава. Трећа армија је истовремено напала на запад у Бретању, југ, источно према Сени и север, помажући у заробљавању неколико стотина хиљада немачких војника у џепу код Фалеза између Фалеза и Аржантана.
Патонова стратегија давала је предност брзини и агресивној офанзивни акцију, иако су његове снаге виделе мање противљења него остале три савезничке војске у првим недељама њеног напредовања. Трећа армија је обично користила предње извиђачке јединице за утврђивање снаге и положаја непријатеља. Самоходна артиљерија се кретала са ударним јединицама и била је постављена више напред, спремна да индиректном ватром захвати заштићене немачке положаје. Лаки авиони као што је Piper J-3 Cub служили су као посматрачи артиљерије и вршили су извиђање из ваздуха. Једном лоцирана, оклопна пешадија би напала користећи тенкове као подршку пешадији. Друге оклопне јединице би тада пробиле непријатељске линије и искористиле сваки наредни пробој, непрестано вршећи притисак на немачке снаге које се повлаче како би их спречиле да се прегрупишу и поново оформе кохезивну одбрамбену линију. Америчке оклопне снаге су брзо напредовале а тешки митраљез Браунинг М2 калибра .50 показао се ефикасним и често  је избацивао из строја немачке панцерфауст тимове који су чекали у заседи, као и у разбијању напада немачке пешадије на оклопну пешадију.
Брзина напредовања приморала је Патонове јединице да се у великој мери ослањају на ваздушно извиђање и тактичку ваздушну подршку. Трећа армија је имала далеко више војних обавештајних (Г-2) официра у штабовима посебно одређених за координацију ваздушних удара него било која друга војска. Њена придружена група за блиску ваздушну подршку била је XIX тактичка ваздушна команда, којом је командовао бригадни генерал Ото П. Вејланд. Првобитно ју је развио генерал Елвуда Кесад из IX тактичке ваздушне команде за Прву армију у операцији Кобра, техника „покривања оклопних колона“, у којој је блиску ваздушну подршку усмеравао контролор ваздушног саобраћаја у једном од тенкова у нападу, била је у великој мери у употреби Треће армије. Свака колона је била заштићена стајаћом патролом од три до четири ловца-бомбардера П-47 тандерболт и П-51 мустанг као борбена ваздушна патрола (CAP).
У свом напредовању од Авранша до Аргентана, Трећа армија је прешла 97 километара за само две недеље. Патонове снаге су допуњене Ултра обавештајним службама за које га је свакодневно обавештавао његов Г-2, пуковник Оскар Кох, који га је обавестио о немачким контранападима и где да концентрише своје снаге. Подједнако важно за напредовање колона Треће армије у северној Француској било је брзо напредовање ешалона снабдевања. Логистику Треће армије надгледао је пуковник Валтер Ј. Мулер, Патонов Г-4, који је наглашавао флексибилност, импровизацију и прилагођавање за ешалоне снабдевања Треће армије како би напредне јединице могле брзо да искористе продор. Патонова брза вожња до Лорена показала је његову велику захвалност за технолошке предности америчке војске. Главне предности САД и савезника биле су у мобилности и супериорности у ваздуху. Америчка војска је имала више камиона, поузданије тенкове и боље радио комуникације, што је све допринело да делује брзим офанзивним темпом.

### Кампања у Лорени
Патонова Трећа армија је послата у Лорену. Упркос својој близини Немачкој, Лорена није била омиљени пут за инвазију савезника 1944. Осим својих градова Нанси и Мец, регион је садржао неколико значајних војних циљева. Када је Трећа армија продрла у Лорену, при уласку у Немачку још увек неће бити прворазредних војних циљева. Регион значајан по индустрији, Сара, иако значајан, био је од секундарног значаја у поређењу са великим индустријским комплексом Рура даље на северу. Патонова офанзива је заустављена 31. августа 1944, пошто је Трећа армија остала без горива у близини реке Мозел, недалеко од Меца. Патон је очекивао да ће командант фронта одржавати достављање горива и залиха како би подржао његово напредовање, али Ајзенхауер је фаворизовао приступ „широког фронта“ у вођењу рата на копну и веровао је да ће један ударац морати да спусти заштиту са бока и да ће брзо изгубити његов ударац.
Дејствујући још увек у оквиру ограничавања већих акција на фронту, Ајзенхауер је Монтгомерију и његовој Двадесет првој групи армија дао већи приоритет ради снабдевања за операцију Маркет Гарден. Међутим, залихе нису преусмерена из Патонове Треће армије. Три британске транспортне компаније позајмљене су америчким снагама 6. августа на осам дана, а вратиле су се тек 4. септембра  Трећа армија је исцрпила своје залихе горива, међутим након операције Маркет Гарден. Према Бредлију, постојао је паритет у снабдевању између три савезничке армије, Друге британске, Прве и Треће америчке, до средине септембра 1944. и према званичној историји америчке војске као што је цитирано на страни 52 у књизи Хјуа Кола, The Lorraine Campaign, „од 10. септембра је завршен период критичне несташице [бензина]“. Ово је било целе недеље пре него што је реализована операција Маркет Гарден. Недостатак бензина био је крајем августа/почетком септембра.
Француска железничка мрежа је у великој мери помогла брзини логистичког опоравка Треће армије, која је поправљена и брзо пуштена у употребу. У источној Француској је железничка мрежа била релативно неоштећена од стране савезничких авиона, а Немци су је напустили готово нетакнуту. Трећа армија је довела своје жељезнице чак напред као Нанци. Французи су сами управљали возовима који су обезбеђивали возни парк и обучавали допунско особље Треће армије.
Патон је веровао да су његове снаге довољно близу Зигфридове линије па је упутио опаску Бредлију да би са 400.000 галона бензина могао бити у Немачкој за два дана. Крајем септембра, велики немачки оклопни контранапад упућен изричито да заустави напредовање Патонове Треће армије изгубио је у сукобима са америчком 4. оклопном дивизијом у бици код Аракоурта. Немачки команданти су веровали да је то зато што је њихов контранапад био успешан.
Заустављање Треће армије током септембра месеца било је довољно да Немцима омогући да ојачају утврђења у Мецу. Патонове снаге су стигле до тврђаве у Мецу 5. септембра 1944, приморавајући Немачку на предају 21. новембра 1944. године, узимајући више од 10 недеља у бици код Меца при чему су обе стране претрпеле тешке губитке. Такође је поражен и покушај Патона да заузме тврђаву Дријант јужно од Меца.
Патонове одлуке у заузимању овог града биле су критиковане. Немачки команданти интервјуисани после рата приметили су да је могао да заобиђе град и да се пресели на север у Луксембург где би могао да одсече немачку Седму армију. Немачки командант Меца, генерал Херман Балк, такође је приметио да би директнији напад резултирао одлучнијом победом савезника у граду. Историчар Карло Д'Есте је касније написао да је кампања на Лорену била једна од Патонових најмање успешних, замеривши му што своје дивизије није распоредио агресивније и одлучније. Патон је остао фрустриран мањком напретка његових снага. Од 8. новембра до 15. децембра, његова војска је напредовала не више од 64 километра.
У The Lorraine Campaign An Overview, September–December 1944, на страни 36, др Кристофер Р. Габел из Института за борбене студије навео је у фебруару 1985:
Да ли је кампања у Лорену била америчка победа? Од септембра до новембра, Трећа армија је тврдила да је нанела више од 180.000 губитака непријатељу. Али да би заузела провинцију Лорену, проблем који је подразумевао напредовање од само 40 до 60 ваздушних миља, Трећој армији је било потребно више од 3 месеца и претрпела је 50.000 жртава, отприлике једну трећину укупног броја жртава које је претрпела у целом рату у Европи.

### Арденска битка
Децембра 1944. године, немачка војска, под командом немачког фелдмаршала Герда фон Рундштета, покренула је последњу офанзиву преко Белгије, Луксембурга и североисточне Француске. Шеснаестог децембра 1944. године, окупила је 29 дивизија са укупно 250.000 људи на слабој тачки савезничких линија, а током раних фаза Арденске битке која је уследила, направила је значајан напредак ка реци Меза током тешке зиме. Ајзенхауер је ујутру 19. децембра сазвао састанак свих виших савезничких команданата на Западном фронту у штабу близу Вердена да би се планирала стратегија и одговор на немачки напад.
У то време, Патонова Трећа армија је била ангажована у тешким борбама код Сарбрикена. Погађајући намеру састанка савезничке команде, Патон је наредио свом особљу да изда три одвојена оперативна наређења за ванредне ситуације како би повукли делове Треће армије са садашње позиције и отпочела офанзивне операције према неколико циљева у области избочине коју су окупирале немачке снаге. На конференцији Врховне команде, Ајзенхауер је предводио састанак, којем су присуствовали Патон, Бредли, генерал Џејкоб Деверс, генерал-мајор Кенет Стронг, заменик врховног команданта ваздухопловства маршал Артур Тедер и неколико штабних официра. Када је Ајзенхауер питао Патона колико ће му времена требати да издвоји шест дивизија из своје Треће армије и започне контранапад на север како би растеретио америчку 101. ваздушно-десантну дивизију која је била заробљена код Бастоња, Патон је одговорио: Чим завршите са мном. Патон је затим појаснио да је већ разрадио оперативно наређење за контранапад три пуне дивизије 21. децембра, тада само 48 сати. Ајзенхауер је био неповерљив према предоченом плану. Патон је одговорио да његово особље већ има спреман налог за ванредне операције. Још увек неубеђен, Ајзенхауер је наредио Патону да нападне ујутро 22. децембра, користећи најмање три дивизије.
Патон је напустио конференцијску салу, назвао своју команду и изговорио две речи: Play ball. Ова кодна фраза је покренула унапред договорено оперативно наређење са Патоновим штабом, мобилисане су три дивизије: 4. оклопну дивизију, 80. пешадијска дивизију и 26. пешадијска дивизију — из Треће армије и померајући их на север према Бастоњи. Све у свему, Патон је преместио шест пуних дивизија, амерички III корпус и амерички XII корпус, са својих положаја на фронту реке Сар дуж линије која се протеже од Бастоња до Дикирха и до Ехтернаха, града у Луксембургу који се налазио на јужном крају почетна линија фронта „Булге“ 16. децембра У року од неколико дана, више од 133.000 возила Треће армије преусмерено је у офанзиву, након чега су следили ешалони подршке који носе 62.000 тоне залиха.

Двадесет и првог децембра, Патон се састао са Бредлијем да размотри предстојеће напредовање, започевши састанак примедбом: „Бред, овог пута Шваба је забола главу у млин за месо, а ја сам се ухватио за дршку.“ Патон је тада тврдио да би његова Трећа армија требало да нападне према Кобленцу, пресецајући избочину у бази и заробивши читаву немачку армију укључену у офанзиву. Након што је накратко размотрио ово, Бредли је ставио вето, пошто је био мање забринут због убијања великог броја Немаца него што је организовао помоћ Бастоњи пре него што је она била преплављена. Желећи добро време за своје напредовање, које би омогућило блиску копнену подршку тактичких авиона америчке војске, Патон је наредио капелану Треће армије, пуковнику Џејмсу Хју О'Нилу, да састави одговарајућу молитву. Он је одговорио молитвом:
Свемоћни и најмилосрднији Оче, скромно Те молимо, ради Твоје велике доброте, да задржиш ове необуздане кише са којима смо се морали борити. Додели нам лепо време за битку. Милостиво нас услиши, као војнике који Тебе призивају, да, наоружани Твојој моћи, можемо ићи од победе до победе и сломити угњетавање и злу вољу наших непријатеља, и успоставити Твоју правду међу људима и народима. Амин.
Када се убрзо разведрило, Патон је на лицу места доделио О'Нилу Медаљу Бронзане звезде.
Децембра 1944. прве јединице 4. оклопне дивизије Треће армије стигле су до Бостоња, отварајући коридор за помоћ и снабдевање опкољених снага. Патонова способност да усред зиме избаци шест дивизија из борбе на линији фронта, а затим се окрене на север како би ослободио Бастогнеа била је једно од његових најзначајнијих достигнућа током рата. Касније је написао да је рељеф Бастоње био „најбриљантнија операција коју смо до сада извели, и по мом мишљењу то је изванредно ратно достигнуће. Ово је моја највећа битка“.

### Напредовање у Немачкој
До фебруара, Немци су били у пуном повлачењу. 23. фебруара 1945. године, америчка 94. пешадијска дивизија прешла је реку Саар и успоставила важну мостобран на Зеригу, кроз који је Патон потиснуо јединице у Сарланд. Патон је инсистирао на одмах преласку реке Саар против савета својих официра. Историчари као што је Чарлс Вајтинг критиковали су ову стратегију као непотребно агресивну.
Још једном, Патон је био у ситуацију да је другим командантима и њиховим плановима дат приоритет по питању снабдевања бензином и залихама. Да би добили потребе залихе, оружничке јединице Треће армије су се представљале као особље Прве армије и у једном инциденту су обезбедиле хиљаде галона бензина са депоније Прве армије. Између 29. јануара и 22. марта, Трећа армија је заузела Трир, Кобленц, Бинген, Вормс, Мајнц, Кајзерслаутерн и Лудвигсхафен на Рајни, убивши или ранивши 99.000 и заробивши 140.112 немачких војника, који су представљали практично све немачке војнике. Патон је добио наређење да заобиђе Трир, пошто је одлучено да ће бити потребне четири дивизије да га заузму. Када је стигла порука, Трир је већ пао. Патон је прилично заједљиво, на за њега типично саркастично духовит начин одговорио, Заузео Трир са две дивизије. Хоћете ли да вам га вратим?
Трећа армија је почела да прелази реку Рајну након што је 22. марта изградила понтонски мост, две недеље пошто је Прва армија прешла код Ремагена, а Патон је те вечери пребацио дивизију преко реке. Патон се касније хвалио да је уринирао у реку док је прелазио.
Двадесет и шестог марта 1945, Патон је послао Task Force Baum, коју је чинило 314 људи, 16 тенкова и разних других возила, 80 километара иза немачких линија, у циљу ослобађања логора за ратне заробљенике ОФЛАГ XIII-Б, у близини Хамелбурга. Патон је знао да је један од затвореника његов зет, потпуковник Џон К. Вотерс. Напад је био неуспешан и само 35 људи се вратило; остали су или убијени или заробљени, а свих 57 возила је изгубљено. Патон је пријавио овај покушај да се ослободи Офлаг XIII-B као једину грешку коју је направио током Другог светског рата. Када је Ајзенхауер сазнао за тајну мисију и био је бесан. Патон је касније рекао да сматра да би исправна одлука била да се пошаље борбена команда, која је била око три пута бројнија.
До априла, отпор Трећој армији се смањивао, а главни напори снага су се усмерили на управљање са око 400.000 немачких ратних заробљеника. Четрнаестог априла 1945, Патон је унапређен у чин генерала, унапређење које је Стимсон дуго заговарао у знак признања за Патонова борбена достигнућа током 1944. Касније тог месеца, Патон, Бредли и Ајзенхауер су обишли рудник соли Меркерс, као и концентрациони логор Ордруф; Патон је био згађен када је из прве руке видео какви су били услови у логору. Трећа армија је добила наређење да напредује према Баварској и Чехословачкој, очекујући последњи напад нацистичких снага у тој области. Наводно је био згрожен када је сазнао да ће Црвена армија заузети Берлин; осећао је и да је Совјетски Савез претња напредовању америчке војске до Плзења, али га је Ајзенхауер спречио да стигне до Прага, у Чехословачкој, пре Дана В.Е 8. маја и краја рата у Европи.
Током напредовања од реке Рајне до Елбе, Патонова Трећа армија, која је у сваком тренутку бројала између 250.000 и 300.000 људи, заузела је 84.860 километара квадратних немачке територије. Њени губици су били 2.102 мртвих, 7.954 рањених и 1.591 несталих. Немачки губици у борбама против Треће армије износили су укупно 20.100 погинулих, 47.700 рањених и 653.140 заробљених.
Од ступања на снагу у Нормандији 1. августа 1944. до окончања непријатељстава 9. маја 1945. године, Трећа армија је била у непрекидној борби 281 дан. За то време прешао је 24 велике реке и заузео 211.000 километара квадратних територије, укључујући више од 12.000 градова и насеља. Трећа армија је тврдила да је убила, ранила или заробила 1.811.388 немачких војника, што је шест пута већа снага у људству. Фулерова анализа евиденције Треће армије разликује се само по броју погинулих и рањених непријатеља, наводећи да је између 1. августа 1944. и 9. маја 1945. године убијено 47.500 непријатеља, 115.700 рањено и 1.280.688 укупно заробљених.

## Послератни период
Патон је тражио команду на Пацификуа и молио је Маршала да га на било који начин пребаци Маршал је рекао да ће то моћи да уради само ако Кинези обезбеде велику луку за његов улазак, што је мало вероватно. Средином маја, Патон је одлетео у Париз, а затим у Лондон на одмор. 7. јуна стигао је у Бедфорд у Масачусетсу на продужени одмор са породицом и дочекало га је на хиљаде гледалаца. Патон се затим одвезао до Хеч меморијала и разговарао са око 20.000, укључујући гомилу од 400 рањених ветерана Треће армије. У овом говору изазвао је контроверзу међу припадницама организације Америчке мајке Златних звезди (удружење мајки одлиикованих страдалих војника) када је изјавио да је човек који погине у борби „често будала“, додајући да су рањени хероји. Патон је провео време у Бостону пре него што је посетио и одржао говор у Денверу и посетио Лос Анђелес, где је говорио пред гомилом од 100.000 људи у Меморијалном Колосеуму. Четрнаестог јуна 1945. војни секретар Хенри Л. Стимсон одлучио је да Патон неће бити послат на Пацифик, већ да ће се вратити у Европу где ће обављати задатке окупационе војске. Патон се коначно зауставио у Вашингтону, пре него што се вратио у Европу у јулу, где је учествовао у раду савезничких окупационих снага.
Патон је постављен за војног гувернера Баварске, где је предводио Трећу армију у процесу денацификације. Патон је био посебно узнемирен када је сазнао за крај рата против Јапана; записао је у свом дневнику: „Још један рат је дошао до краја, а са њим и моја корисност за свет“. Незадовољан својим положајем и потиштен уверењем да се никада неће борити у другом рату, Патоново понашање и изјаве су постајале све више спорне. За Патоново понашање у овом тренутку предложена су различита објашњења, поред тога да је био разочаран. Карло Д'Есте је написао да „то изгледа готово неизбежно ... да је Патон доживео неку врсту оштећења мозга од превише повреда главе“ из читавог живота бројних несрећа везаних за ауто и коње, посебно несреће у којој је био док је играо поло 1936.
Патонова нећака Џин Гордон провела је неко време заједно са њим у Лондону 1944. и у Баварској 1945. године. Патон се више пута хвалио да је успешно остварио сексуални однос са Гордоновом а његова супруга и породица су мислили да су њих двоје љубавници. Неки од његових биографа су скептични. Хиршсон је рекао да је веза била необавезна. Шоволтер верује да је Патон, под тешким физичким и психичким стресом, измислио тврдње о сексуалним успесима како би доказао своју мужевност. Д'Есте се слаже да Патоново „понашање сугерише да је и 1936. [на Хавајима] и 1944–45. присуство младог и привлачног Џина било средство за ублажавање анксиозности средовечног мушкарца који је забринут због своје мушкости и страха. старења“. Без обзира да ли је Гордонова била у сексуалној вези са Патоном или не, она је такође волела младог ожењеног капетана, који се вратио својој жени у септембру 1945, због чега је Гордонова била очајна.

### Контроверза о денацификацији и антисемитизам
Патон је изазвао контроверзу као војни гувернер када је примећено да је неколико бивших чланова Нацистичке партије наставило да обавља политичке функције у региону. Патон је приватно изразио војничко поштовање према Немцима као противницима и отпор уклањању чланова Нацистичке партије са власти. „Никад нисам чуо“, писао је својој супрузи Беи, „да смо се борили да денацификујемо Немачку — живимо и учимо. Оно што радимо је да потпуно уништимо једину полумодерну државу у Европи како би Русија могла да прогута целу.... У ствари, Немци су једини пристојни народ у Европи“.
Патон је на новој функцији, надгледао логоре за расељена лица у Баварској, у којима је била већина Јевреја који су преживели немачке концентрационе логоре током Холокаусту. Одбио је да има јеврејске капелане (помоћне свештенике) у реону за који је био надлежан. Патон је одлучио да Јевреје задржи у притвору, према његовом дневнику, јер је мислио да би њихово пуштање могло довести до насиља и поновних хапшења. Такође се одупирао Ајзенхауеровим наређењима да се Немци иселе из њихових домова како би се уселили Јевреји. Након што је Патон отпратио Ајзенхауера на службу на дан Јом кипура у једном од логора, Јевреје је на служби назвао „смрдљивом масом“ и жалио се на њихову хигијену: „Ово је био празник Јом кипур, тако да су сви били сакупљени у великој, дрвеној згради, коју су назвали синагога. Требало је да им генерал Ајзенхауер одржи говор. Када смо се попели отприлике на пола пута, главни рабин, који је био обучен у крзнену капу сличну оној коју је носио Хенри VIII од Енглеске, која је била веома украшена везом и прљава, сишао је и срео генерала... Смрад је био толики да сам се замало онесвестио и заправо око три сата касније нисам ручао због тога што сам га се сећао... Наравно, видео сам их од почетка и чудио се да бића за које се тврди да су створена у облику Бога могу изгледати онако како изгледају. или да се понашају онако како се понашају“. Патон је такође тврдио да „постоји изразито семитски утицај у штампи“. Тврдио је: „Бука против мене само је средство којим Јевреји и комунисти успешно покушавају да даље распарчају Немачку. Биограф Мартин Блуменсон, који је био историчар Треће армије и уредник Патонових радова, сумира овај период укратко: „Јасно је да је постао препун заблуда”.
Патон је наставио да даје бројне антисемитске коментаре. Он је приметио да су расељени Јевреји „скакавци”, нижи од животиња" и „погубљени од  сваке пристојности”. У једном дневнику је написао да су Јевреји „подљудска врста без икаквих културних или друштвених префињености нашег времена“.

### Разрешење команде
Када се суочио са питањима штампе о недостатку воље да денацификује послератну Немачку, Патон је приметио да је већина људи са искуством у управљању инфраструктуром била приморана да се придружи партији током трајања рата. Он је упоредио нацисте са демократама и републиканцима, што је изазвало негативне коментаре у штампи у САД и разљутило Ајзенхауера. Када му је Ајзенхауер наредио да одржи конференцију за штампу на којој ће да демантује своје изјаве, Патон их је на конференцији само поновио.
Двадесет и осмог септембра 1945. године, након бурне размене са Ајзенхауером око контроверзе о денацификацији, Патон је разрешен позиције војног гувернера. Он је разријешен команде над Трећом армијом 7. октобра, а на суморној церемонији промјене команде, Патон је закључио своје опроштајне ријечи: „Свим добрим стварима мора доћи крај. Најбоља ствар која ми се до сада догодила је част и привилегију што сам командовао Трећом армијом“.  Према Ентонију Кејву Брауну у Bodyguard of Lies, „Патона је Ајзенхауер разрешио команде над 3. армијом непосредно након завршетка рата јер је јавно изјавио да се Америка борила против погрешног непријатеља — Немачке уместо Русије“.
Патонов последњи задатак је био да командује 15. армијом САД, са седиштем у Бад Наухајму. 15. армија се у том тренутку састојала само од малог штаба који је радио на састављању историјата рата у Европи. Патон је прихватио ту функцију због љубави према историји, али је брзо изгубио интересовање. Почео је да путује, посетио је Париз, Рен, Шартр, Брисел, Мец, Ремс, Луксембург и Верден. Затим је отишао у Стокхолм, где се поново удружио са другим спортистима са Олимпијских игара 1912.  Патон је одлучио да напусти функцију у оквиру 15. армије и да се не враћа у Европу након што 10. децембра оде на божићни одмор. Намеравао је да разговара са супругом да ли ће наставити да ради у државној служби у или ће се повући из војске.
Након Ајзенхауеровог повратка у Сједињене Америчке Државе да би постао начелник штаба америчке војске, Патон је 11. новембра 1945. именован за привременог команданта америчке војске у Европи. Био је на тој позицији све док га није сменио генерал Џозеф Т. Макнарни 26. новембра.

## Несрећа и смрт
Патонов шеф кабинета, генерал-мајор Хобарт Геј, позвао га је 9. децембра 1945. у лов на фазане у близини Шпајера у Немачкој како би га орасположио. Посматрајући напуштене аутомобиле поред пута, Патон је рекао: „Како је ужасан рат. Мисли о отпаду”. Неколико тренутака касније, кадилак лимузина из 1938. која их је возила на пут сударила се са камионом америчке војске при малој брзини.
Гај и остали су само лакше повређени, али је Патон ударио главом о стаклену преграду која је раздвајала предње и задње седиште. Почео је да крвари из ране на глави и жалио се да је парализован и да има проблема са дисањем. Превезен је у болницу у Хајделбергу, Патон је имао компресиону фрактуру и дислокацију вратног трећег и четвртог пршљена, што је резултирало преломом врата и повредом кичмене мождине због чега је био парализован од врата надоле.
Патон је већи део наредних 12 дана провео у тракцији да би смањио притисак на кичму. Посете свим цивилима су биле забрањене, изузв Патонове супруге Беатрис, која је долетела из САД. Патон, коме је речено да више нема шансе да јаше коња или да настави нормалан живот, у једном тренутку је прокоментарисао: „Ово је паклени начин да се умре“. Умро је у сну од отока едема и затајења срца око 18:00, 21. децембра 1945. године; имао је 60. година.
Двадесет и четвртог децембра, Патон је сахрањен на Луксембуршком америчком гробљу и Меморијалу у округу Хам у граду Луксембургу, заједно са неким ратним жртвама Треће армије, у складу са његовим захтевом да „буде сахрањен са [својим] људима“. Испрва је био сахрањен на средини парцеле као и сваки други војник. Велики број посетилаца гробног места нанело је штету гробљу а његови посмртни остаци су премештени на садашњу локацију, испред гробних парцела.

## Наслеђе
Мартин Блуменсон наводи:
Патон је представљао борбеног војника у Другом светском рату. Показивао је јединствено вођство кроз способност да добије највећи могући — неколицина би рекла и више од максимума — одговор америчких јединица. Кроз своју харизму, коју је нагласио спектакуларним и добро познатим имиџом, стимулисао је, боље него било који други високи командант америчке војске, америчке трупе да имају агресивну жељу да се приближе и униште непријатеља. Он је био отелотворење офанзивног духа, безобзирне енергије и воље за победом у битки... Као изузетни представник борбене ефикасности, посебно у вези с употребом оклопних снага — то јест, комбиноване употребе тенкова, моторизоване инфантерије и самоходне артиљерије, тесно подржаних тактичком авијацијом — Патон је довео концепт блицкрига до савршенства.
Патонова живописна личност, његов стил вођства препун енергије и успеси на позицији команданта, у комбинацији са честим политичким грешкама, створили су мешовиту и често контрадикторну слику. Патонова велика говорничка вештина се сматра кључном за његову способност да инспирише трупе под командом. Историчар Тери Брајтон закључио је да је Патон био „арогантан, жељан публицитета и лично пун мана, али ... је један од највећих генерала током рата“. Патонов утицај на оклопно ратовање и лидерство био је значајан,  америчка војска је усвојила многе Патонове агресивне стратегије за програме обуке након његове смрти. Многи војни официри тврде да су вукли инспирацију из његовог наслеђа. Први амерички тенк дизајниран после рата именован је M46 Патон.
Неколико глумаца је глумило Патона на филму и телевизијским остварењима, а најпознатији је Џорџ К. Скот у филму Патон из 1970. године, за који је освојио (и одбио) Оскара за најбољег глумца. Поновио је тумачење улоге Патона 1986. године у филму снимљеном за телевизију Последњи дани Патона који говори о животу генерала током последњих неколико месеци. Остали глумци који су тумачили Патона укључују: Стивена Макнелија у епизоди из 1957. The Patton Prayer која је део антологијске серије АБЦ о религији, Раскршће, Џона Ларча у филму Miracle of the White Stallions из 1963., Кирка Дагласа у филму из 1966. Is Paris Burning?, Џорџа Кенедија у филму Brass Target из 1978, Дарен Макаевин у мини серији Ајк из 1979, Роберт Прентиса у филму Pancho Barnes из 1988, Мичела Рајана у филму Double Exposure: The Story of Margaret Bourke-White (1989), Лоренса Добкина у епизоди  мини серије Рат и сећање, емитоване 1989, Еда Аснера у филму Дуг пут кући из 1997. Џералад Макрејнија у мини серији Ike: Countdown to D-Day из 2004, Дена Хигинса у епизоди мини серије Man, Moment, Machine емитован 2006, Келси Гремер у филм из 2008. An American Carol, и Еда Харис у филму Resistance (2020).

### Имиџ
Патон је неговао упадљив, препознатљив имиџ у уверењу да ће то инспирисати његове трупе. На десном куку је носио гравирани, посребрени Колт Миротворац револвер калибра .45, а на левом куку је често носио Смит & Весон модел 27 .357 Магнум са дршком од слоноваче. Обично је носио веома углачан шлем, панталоне за јахање и високе коњичке чизме. Патон је такође неговао строг израз који је назвао својим „ратним лицем“.  Познато је да је надгледао маневре обуке са врха тенка обојеног у црвено, бело и плаво. Његов џип је носио огромне плакате о чиновима на предњој и задњој страни, као и клакон трубу која би гласно најављивала његов прилазак издалека. Предложио је нову униформу за нови тенковски корпус, са углачаном дугмади, златним шлемом и дебелим, тамним подстављеним оделима; предлог је у медијима исмејан а војска га је одбила.
Историчар Алан Акселрод је написао да „за Патона лидерство никада није било само у прављењу планова и давању наређења, већ у претварању себе у симбол”. Патон је намерно изразио упадљиву жељу за славом, што је било нетипично за официре тог времена који су наглашавали стапање официра са трупама на бојном пољу. Био је обожавалац адмирала Хорејшија Нелсона због његових акција у вођењу битке код Трафалгара у униформи. Патон је био преокупиран храброшћу, носио је своје ознаке чина упадљиво у борби, а у једном тренутку током Другог светског рата, јахао је на тенку у село под немачком контролом са намером да окуражи своје људе.
Патон је био изразити фаталиста и веровао је у реинкарнацију. Веровао је да је можда био војсковођа убијен у акцији у Наполеоновој војсци или римски легионар у претходном животу.
Развио је умеће да држи харизматичне говоре. У свом говору је увелико користио вулгарне речи, у чему су војници којима је командовао углавном уживали али је то вређало друге генерале, укључујући Бредлија. Најпознатији од његових говора била је серија говора коју је одржао Трећој армији пре Операције Оверлорд. Када је говорио, био је познат по грубости и духовитости; једном је рекао: „Два најопаснија оружја које Немци имају су наш оклопна полугусеничар и џип. Полугусеничар јер момци у њој наступају скроз херојски, мислећи да су у тенку. Џип јер имамо толико очајних возача." Током битке код Ардена, он је приметио да би Савезници требало да „пусте курвине синове [Немце] да иду чак до Париза, а онда ћемо их одсећи и покупити“. Такође је шаљиво сугерисао да би његова Трећа армија могла „отерати Британце назад у море за још један Денкерк“.
Како је првилачио све већу пажњу медија, његова грубост је изазивала контроверзе. Ово је почело у северној Африци када су се неки новинари забринули да је постао превише близак бившим званичницима Вишија који симпатишу силе Осовине. Његов имиџ у јавности је озбиљније нарушен након што се прочуло о инцидентима са шамарањем. Још једна контроверза догодила се пре Операције Оверлорд; Патон је говорио у британском клубу добродошлице у Кнутсфорду у Енглеској и рекао између осталог: „пошто је очигледна судбина Британаца и Американаца, и наравно, Руса, да владају светом, што се боље познајемо, то ћемо боље радити." Следећег дана новински извештаји су погрешно цитирали Патона и нису наводили помен Руса.
Приликом посете завичају после рата, поново је доспео на насловне стране када је покушао да у говору ода почаст неколицини рањених ветерана називајући их „правим херојима“ рата, ненамерно вређајући породице војника који су погинули у акцији. Његов последњи медијски удар догодио се у септембру 1945, када су га новинари подстицали на денацификацију, рекао је „денацификација би била као уклањање свих републиканаца и свих демократа који су били на функцији, који су били на функцији или су били квазидемократе или републиканци а то би потрајало“. То је довело до тога да Ајзенхауер разреши Патона команде над Трећом армијом.
Патон је као лидер био познат по томе што је био веома критичан, немилосрдно исправљајући подређене за најмање прекршаје, али и брз да хвали њихова достигнућа. Иако је стекао репутацију генерала који је био и нестрпљив и импулсиван и имао је мало толеранције према официрима који нису били успешни у обављању задатака, отпустио је само једног генерала током Другог светског рата, Орланда Ворда, и то само након два упозорења, док је Бредли отпустио неколико генерала током рата. Патон је наводно изузетно поштовао људе који су служили у његовој команди, посебно рањенике. Многе његове директиве показале су посебне проблеме да се брине о војницима под његовом командом, а он је био познат по томе што је организовао додатне залихе за војнике на бојном пољу, укључујући ћебад и додатне чарапе, галоше и друге ствари које су обично недостајале на фронту.

### Коментари о расама
Познато је да је Патон имао расистичке ставове типичне за људе васпитане и одгајане на југу Конфедеративних Америчких Држава. Приватно је писао о црним војницима:

Појединачно су били добри војници, али ја сам изразио своје уверење у то време, и никада нисам нашао потребу да то променим, да обојени војник не може да размишља довољно брзо да би се борио у оклопу.

Међутим, јавно, Патон је изјавио да је учинак важнији од расне или верске припадности:

Не занима ме ко је човек. Он може бити Црнчуга или Јеврејин, али ако има иби што треба и обавља своју дужност, може имати све што ја имам. Богами! Ја га волим.

У обраћању 761. тенковском батаљону Патон је рекао:
Људи, ви сте први црни танкери који су се борили у америчкој војсци. Никада вас не бих ангажовао да нисте добри. Немам ништа осим најбољег у својој војсци. Није ме брига које сте боје, све док идете горе и убијате оне курвине синове! Сви вас гледају и очекују велике ствари од вас. Највише од свега, ваша раса вам се радује. Немојте их изневерити и, проклети били, немојте ме изневерити!
Патон се у великој мери ослањао на црначке трупе под његовом командом. Историчар Хју Кол је приметио да је Патон био први у САД који је интегрисао црне и беле војнике у исте редове.
Поред тога, једини човек са којим је Патон провео највише времена током Другог светског рата био је његов помоћник и лични собар, наредник мајор Вилијам Џорџ Микс. Микс је био афроамерички војник и генерал Патон га је сматрао личним повереником.

### Русофобни ставови
Патон се дивио Русији као политичком ентитету, али је презирао Русе као народ, говорећи:

Тешкоћа у разумевању Руса је у томе што не узимамо у обзир чињеницу да Рус није Европљанин, већ Азијат, па стога и мисли настрано. Не можемо више да разумемо Руса него Кинеза или Јапанца, а из онога што сам видео, немам посебну жељу да их разумем, осим да утврдим колико је олова или гвожђа потребно да се убију. Поред других његових азијских карактеристика, Рус не мари за људским животима и од главе до пете је кучкин син, варварин и пијандура.

### Мишљење савезничких лидера
Ајзенхауер је 1. фебруара 1945. написао меморандум у којем је рангирао војне способности њему потчињених америчких генерала у Европи. Генерал Бредли и генерал Војног ваздухопловства Карл Спац делили су прво место, Волтер Бедел Смит је био на трећем месту, а Патон на четвртом месту. Ајзенхауер је открио своје резоновање у рецензији књиге Патон и његова трећа армија из 1946: „Џорџ Патон је био најбриљантнији командант армије на отвореном коју је произвела наша или било која друга војска. Али његова војска је била део целе организације и његове операције део велике кампање“. Ајзенхауер је веровао да другим генералима као што је Бредли треба приписати заслуге за планирање успешних савезничких кампања широм Европе у којима је Патон био само „бриљантан извршилац“.

Без обзира на Ајзенхауерову процену Патонових способно стратешког планирања, његов свеукупни поглед на Патонову војну вредност у постизању савезничке победе у Европи се открива томе што је одбио да чак и размисли о враћању Патона кући након инцидената са шамарањем 1943, након чега је приватно приметио: „Паттн је неопходан за ратне напоре — један од гаранта наше победе“. Као што је помоћник војног секретара Џон Џеј Маклој рекао Ајзенхауеру: „Кад помислим на Патона, пада ми на памет Линколнова примедба након што су кренули на Гранта – 'Не могу да ставим по страни овог човека, он се бори'. Након Патонове смрти, Ајзенхауер је написао:

Био је један од оних људи рођених да буду војник, идеалан борбени вођа... Није претерано рећи да је Патоново име терало страх у срца непријатеља.

Историчар Карло Д'Есте је инсистирао да Бредли није волео Патона ни лично ни професионално, али је Бредлијев биограф Џим Дефелис приметио да докази указују на супротно. Председник Френклин Д. Рузвелт је могуће веома ценио Патона и његове способности, рекавши да је „он наш највећи борбени генерал и чиста радост“. Са друге стране, изгледа да је Рузвелтов наследник Хари С. Труман, одмах заузео негативно мишљење о Патону; у једном тренутку је упоредо и и њега и Дагласа Макартура са Џорџом Армстронгом Кастером.

Углавном, британски команданти нису високо поштовали Патона. Генерал сер Алан Брук, начелник Империјалног генералштаба (ЦИГС) приметио је у јануару 1943:

Чуо сам за њега, али морам признати да је његова шашава личност премашила моја очекивања. Нисам стекао неко високо мишљење о њему, нити сам имао разлога да касније мењам ово гледиште. Одважан, храбар, дивљи и неуравнотежен вођа, добар за операције које захтевају потисак и гурање, али на губитку у било којој операцији која захтева вештину и расуђивање.

Фелдмаршал сер Бернард Монтгомери се, изгледа, дивио Патоновој способности да командује трупама на терену, ако не и Патоновој стратешкој процени. Други савезнички команданти су били више импресионирани, посебно Французи. Генерал Анри Жиро је био неповерљив када је чуо да је Ајзенхауер сменио Патона крајем 1945. и позвао га је у Париз да га француски председник Шарл де Гол одликује на државној церемонији. На банкету је председник де Гол одржао говор у којем је поставио Патонова достигнућа уз Наполеонова. Совјетски вођа Јосиф Стаљин је очигледно био љубитељ Патоновог рада. Стаљин је рекао да Црвена армија није могла ни планирати ни извршити Патоново брзо оклопно напредовање широм Француске.

### Мишљење лидера Осовине
Док су савезнички лидери имали различите ставове о Патоновим способностима, примећено је да немачка Врховна команда имала више поштовања за Патона него било којег другог савезничког команданта после 1943. Адолф Хитлер га је наводно назвао „оним лудим каубојским генералом”. Многи немачки команданти на терену били су великодушни у својим похвалама Патоновом вођству после рата, а многи од његових највиших команданата су такође високо ценили његове способности. Ервин Ромел је заслужан за Патона за „најневероватније достигнуће у мобилном ратовању“. Генералоберст Алфред Јодл, начелник штаба немачке војске, изјавио је да је Патон „био амерички Гудеријан. Био је веома храбар и више је волео велике покрете. Преузео је велике ризике и остварио велике успехе“. Генерал-фелдмаршал Алберт Кеселринг је рекао:
Патон је развио тенковско ратовање у уметност и разумео како да бриљантно рукује тенковима на терену. Стога се осећам приморан да га упоредим са генералфелдмаршалом Ромелом, који је такође савладао вештину тенковског ратовања. Обојица су имали неку врсту шестог чула за ову врсту ратовања.
У осврту на бекство Афричког корпуса после друге битке код Ел Аламејна, генерал Фриц Бајерлајн је оценио: „Не мислим да би нам генерал Патон дозволио да тако лако побегнемо“. У интервјуу обављеном за новине Stars and Stripes непосредно након хапшења, фелдмаршал Герд фон Рундштет је рекао за Патона: „Он је ваш најбољи“.

## Главни задаци
- Директор наставе, Коњичка школа (август 1937 – јул 1938)
- Командант 5. коњичке (јул–децембар 1938)
- Командант 3. коњичке (децембар 1938 – јул 1940)
- Командант 2. бригаде 2. оклопне дивизије (16. јул 1940 – 14. јануар 1942)
- Командујући генерал, I оклопни корпус (15. јануар – 5. август 1942)
- Командујући генерал команде Лондонске базе (6. август – 7. новембар 1942)
- Командујући генерал, Западна оперативна група – (8. новембар 1942 – 8. јануар 1943)
- Командујући генерал, I оклопни корпус (9. јануар – 3. март 1943.)
- Командујући генерал II корпуса (4. март – 14. април 1943.)
- Командујући генерал, I оклопни корпус (15. април – 9. јул 1943.)
- Командујући генерал 7. армије (10. јул 1943 – 25. јануар 1944)
- Командујући генерал 3. армије (26. јануар 1944 – 6. октобар 1945)
- Командујући генерал 15. армије (7. октобар – 21. децембар 1945)[263]

## Ордени, одликовања и медаље
Патонова одликовања су била:
Напомена: Редови 1–4 су америчка одликовања осим ако није другачије назначено. Редови 5–7 су инострана одликовања.
| Крст за истакнуту службу са једном бронзаном храстовом гранчицом                       | Медаља за истакнуту војну службу са две храстове гранчице | Медаља за истакнуту службу морнарици (постхумно)                              |                                                       |
| Сребрна звезда са једном храстовом гранчицом                                           | Легија за заслуге                                         | Бронзана звезда                                                               | Пурпурно срце                                         |
| Сребрна медаља за спасавање живота                                                     | Медаља мексичке службе                                    | Медаља победе у Првом светском рату са четири бронзане звезде                 | Медаља за службу у одбрани Америке                    |
| Медаља европско-афричко-блискоисточне кампање са једном сребрном и две бронзане звезде | Медаља победе у Другом светском рату                      | Медаља окупационе војске (постхумно)                                          | Велики крст Уисама Алауита (Мароко)                   |
| Велики крст Војни Орден Белог лава (Чехословачка)                                      | Велики крст Орден Адолфа Насауског (Луксембурд)           | Почасни Витез Командант Орден Британске империје (KBE) (Уједињено Краљевство) | Велики официр Легија части (Француска)                |
| Велики официр Орден Леополда са палмама (Белгија)                                      | Орден Кутузова (I ред) (СССР)                             | Почасни припадник Орден Bath (CB) (Уједињено Краљевство)                      | Ратни крст 1914–1918 са бронзаном звездом (Француска) |
| Ратни крст 1939–1945. 1939–1945 са палмама (Француска)                                 | Ратни крст (Луксембург)                                   | Ратни крст са палмама (Белгија)                                               | Чехословачки Рани крст 1939–1945 (Чехословачка)       |

## Напредовање по чиновима
Патоново хронолошко напредовање по чиновима:
| Ознака | Чин                   | Део                  | Датум             |
| ------ | --------------------- | -------------------- | ----------------- |
|        | Потпоручник           | Регуларна Армија САД | 11. јун 1909.     |
|        | Поручник              | Регуларна Армија САД | 23. мај 1916.     |
|        | Капетан               | Регуларна Армија САД | 15. мај 1917.     |
|        | Мајор                 | Национална Армија    | 26. јануар 1918.  |
|        | Потпуковник           | Национална Армија    | 30. март 1918.    |
|        | Пуковник              | Национална Армија    | 17. октобар 1918. |
|        | Враћен у чин капетана | Регуларна Армија САД | 30. јун 1920.     |
|        | Мајор                 | Регуларна Армија САД | 1. јул 1920.      |
|        | Потпуковник           | Регуларна Армија САД | 1. март 1934.     |
|        | Пуковник              | Регуларна Армија САД | 1. јул 1938.      |
|        | Бригадни генерал      | Армија САД           | 2. октобар 1940.  |
|        | Генерал мајор         | Армија САД           | 4. април 1941.    |
|        | Генерал поручник      | Армија САД           | 12. март 1943.    |
|        | Бригадни генерал      | Регуларна Армија САД | 16. август 1944.  |
|        | Генерал мајор         | Регуларна Армија САД | 16. август 1944.  |
|        | Генерал поручник      | Регуларна Армија САД | 4. децембар 1944. |
|        | Генерал               | Армија САД           | 14. април 1945.   |